# Río Nube
Río Nube är en ort i Mexiko.   Den ligger i kommunen San Lorenzo Texmelúcan och delstaten Oaxaca, i den sydöstra delen av landet, 400 km sydost om huvudstaden Mexico City. Río Nube ligger 1 216 meter över havet och antalet invånare är 321.
Terrängen runt Río Nube är kuperad åt sydväst, men åt nordost är den bergig. Runt Río Nube är det glesbefolkat, med 15 invånare per kvadratkilometer. Närmaste större samhälle är El Arador, 3,2 km öster om Río Nube. I omgivningarna runt Río Nube växer i huvudsak städsegrön lövskog.